# Херзелберг-Хајних
Херзелберг-Хајних (њем. Hörselberg-Hainich) општина је у њемачкој савезној држави Тирингија. Једно је од 61 општинског средишта округа Вартбург. Према процјени из 2010. у општини је живјело 6.572 становника. Посједује регионалну шифру (AGS) 16063098.

## Географски и демографски подаци
Херзелберг-Хајних се налази у савезној држави Тирингија у округу Вартбург. Општина се налази на надморској висини од 260 - 352 метра. Површина општине износи 142,0 km². У самом мјесту је, према процјени из 2010. године, живјело 6.572 становника. Просјечна густина становништва износи 46 становника/km².

## Међународна сарадња
| Мјесто | Држава    | Врста сарадње | Од    |
| ------ | --------- | ------------- | ----- |
| Шомон  | Француска | контакт       | 2005. |
| Извор  |           |               |       |